# Employee of the Month (2006)
Mitarbeiter des Monats ist eine US-amerikanische Filmkomödie von Greg Coolidge aus dem Jahr 2006.

## Handlung
Die Angestellten des Kaufhauses Super Club konkurrieren um die Auszeichnung Employee of the Month (Angestellter des Monats). Das Bild des Siegers soll auf einer Wand im Gebäude hängen.
Um den Titel bewerben sich unter anderen der bereits mehrmals ausgezeichnete Vince Downey und der unter den Kollegen beliebte Zack Bradley. Die neue Angestellte Amy verabredet sich nur mit den Trägern des Titels. Downey und Bradley werben um ihre Gunst.
Nach einigen Tagen des Wettbewerbs erreichen Bradley und Downey die gleiche Anzahl der Punkte. Ein Wettbewerb soll zeigen, welcher der beiden Kassierer schneller arbeitet, und über die Titelvergabe entscheiden. Bradley trifft sich mit Amy und offenbart, dass er den Titel ihretwegen anstrebt. Er erfährt, dass Amy ihren letzten Freund, der solchen Titel trug, wenig schätzte. 
Bradley will seinen Job kündigen. Er bedankt sich bei Amy, dass sie ihn zu einem besseren Menschen gemacht hätte. Seine Großmutter überredet ihn jedoch, sich der Herausforderung zu stellen. Downey gewinnt den Wettbewerb, dann stellt sich aber heraus, dass er beim Kassieren betrogen hat, indem er Waren hinter seinem Rücken vorbeischmuggelte und sich somit einen Vorteil verschaffte. Downey wird entlassen, Bradley erhält den Titel und wird von Amy geküsst.

## Kritiken
Ruthe Stein schrieb in der San Francisco Chronicle vom 6. Oktober 2006, dass der Film niemals ein Film des Monats sein würde, aber es schlechtere Filme gebe. Sie kritisierte die Präsenz von Jessica Simpson und fragte, ob jemand im Alter von mehr als sechs Jahren die Geschichte witzig finden könne.

## Hintergrund
Die Komödie wurde in Albuquerque und in Santa Fe, New Mexico gedreht. Ihre Produktionskosten werden auf 12 Millionen US-Dollar geschätzt. Die Veröffentlichung in den US-Kinos erfolgte am 6. Oktober 2006.